# 裴宪
裴宪（？—？），字景思，晋朝河东郡闻喜县（今山西省闻喜县）人，曹魏冀州刺史裴徽之孙，裴楷之子。

## 生平
裴宪初仕晋，侍讲东宫，历任黄门吏部郎、侍中。东海王司马越以裴宪为豫州刺史、北中郎将。晋怀帝永嘉三年（309年）奉诏讨石勒，军败奔淮南。永嘉五年（311年），大司马王浚称受中诏承制封拜，以裴宪为尚书。
建兴二年（314年），王浚为石勒所击破，裴宪为石勒俘获。石勒素重其名，嘉赏他廉正，任命他为给事中郎。出任长乐郡太守。石勒建后赵，裴宪与王波为石勒修撰朝仪，订立礼仪制度。石勒称帝，授司徒。石虎即位，更加礼重，裴宪光禄大夫，封安定郡公。因为儿子免官，后来官复原职，官至太傅，裴宪以德重名高为时人称道。